# Трисиликат магния
Трисиликат магния — неорганическое соединение, которое используется в качестве пищевой добавки, лекарственного средства (невсасывающийся антацид). Добавка часто используется в сетях быстрого питания для поглощения жирных кислот и извлечения примесей, образующихся при жарке пищевых масел. Обладает хорошими кислотонейтрализующими свойствами, но реакция слишком медленная, чтобы служить эффективным антацидом, отпускаемым без рецепта. Под инфракрасной спектроскопией может быть идентифицирован как бентонитовый суглинок (быстро набухает а потом садится), бентонитовая глина.

## Влияние на здоровье
12 марта 2007 года китайские органы здравоохранения прекратили использование трисиликата магния во франшизах KFC в провинции Шэньси, заподозрив, что он может быть канцерогеном. В ответ Министерство здравоохранения Китая провело тесты в шести торговых точках KFC. Результаты показали, что химические вещества в процессе приготовления пищи в ресторанах KFC в стране не наносят вреда. Министерство здравоохранения заявило, что тесты показали, что использование продукта для фильтрации растительного масла не оказало заметного влияния на здоровье.